# KKTIX
KKTIX活動報名售票平台是一家台灣的線上售票網站。前身為 2007年9月 成立的 Registrano，2013年10月31日轉移到 KKBOX 旗下並改名為 KKTIX。
2015年4月23日，KKBOX 分兩階段投資華娛網路娛樂股份有限公司 （页面存档备份，存于），成為華娛網路的最大法人股東。KKTIX 則與華娛售票系統整併，保留 KKTIX 的名稱，但由華娛網路團隊營運。

## 逸事
台灣開放原始碼社群的年度研討會 COSCUP 透過 Registrano 報名，2011年及2012年因為報名人潮踴躍而當機，2013年在大量系統調校與首次實施之「開放原始碼貢獻者專屬報名專案」的分流效果下，終於順利通過考驗。創辦人薛良斌也以此為題，於 2011年、2013年及2014年的 COSCUP 閃電秀發表技術報告。

## 外部連結
- KKTIX （页面存档备份，存于）
- KKTIX的Facebook專頁